# Бурий залізняк
Бу́рий залізня́к (англ. limonite, brown(iron) ore, bog iron ore; нім. Eisenstein, Eisenerz) — природне скупчення гідроксидів заліза. Осадова гірська порода.
Складається з ґетиту, лімоніту, азовськіту та інших мінералів. Руда заліза.
В Гренландії виявлено бурий залізняк віком 3,76 млрд років.
В Україні є в Керченському й Криворізькому залізорудних басейнах.
Загальна хімічна формула: nFe2O3+nH2O (починаючи від найбіднішого на гідратну воду гідрогематиту і закінчуючи лімонітом). Містить також гідроксиди і оксигідрати алюмінію і мангану, кремнезем, глинисті мінерали, сорбовану воду.

## Родовища
- - на території України — в Керченському та Криворізькому залізорудних басейнах.
  - на території Росії — в Західносибірському залізорудному басейні: Колпашівське родовище в Томській області. На Уралі — Киштимське і Карабаське родовища. На Середньому Уралі — Алапаєвське і Бакальське родовища. В Липецькій і Тульській областях. В Курській магнітній аномалії. На Таманському півострові. В Карелії залягає на дні сучасних озер. У Башкортостані — Комарово-Зігазинське родовище.
  - в Казахстані — Кустанайський і Приаральський залізорудні райони. Джангельдінське родовище в пустелі Кизилкум.
  - в Таджикистані — поблизу Янтака.
  - в Західній Європі — на території Франції в Лотарингії. На території Люксембургу.
  - в Гренландії виявлено бурий залізняк віком 3,76 млрд років.

## Переробка
Бурі залізняки збагачують з використанням комбінованих схем з попереднім знешламлюванням руди. Гравітаційно-магнітна схема включає видобування відсадкою грубозернистих фракцій, іншу частину — магнітною сепарацією. У випал-магнітних схемах застосовується магнетизувальний випал з подальшою магнітною сепарацією. Для збагачення тонких класів, а також для очищення проміжних концентратів використовують флотацію.

## Галерея

Бурі залізняки в колекції Уральського геологічного музею
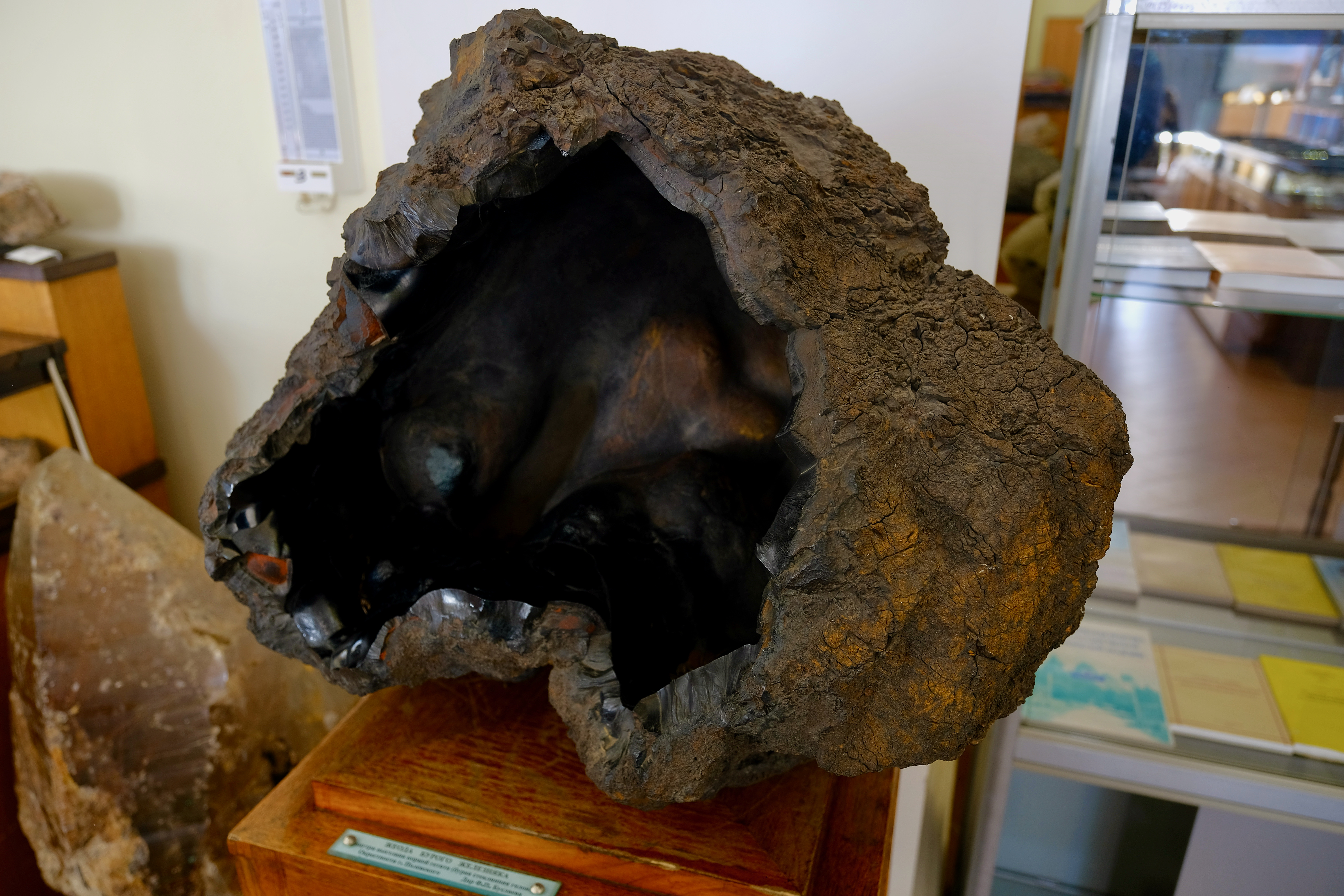
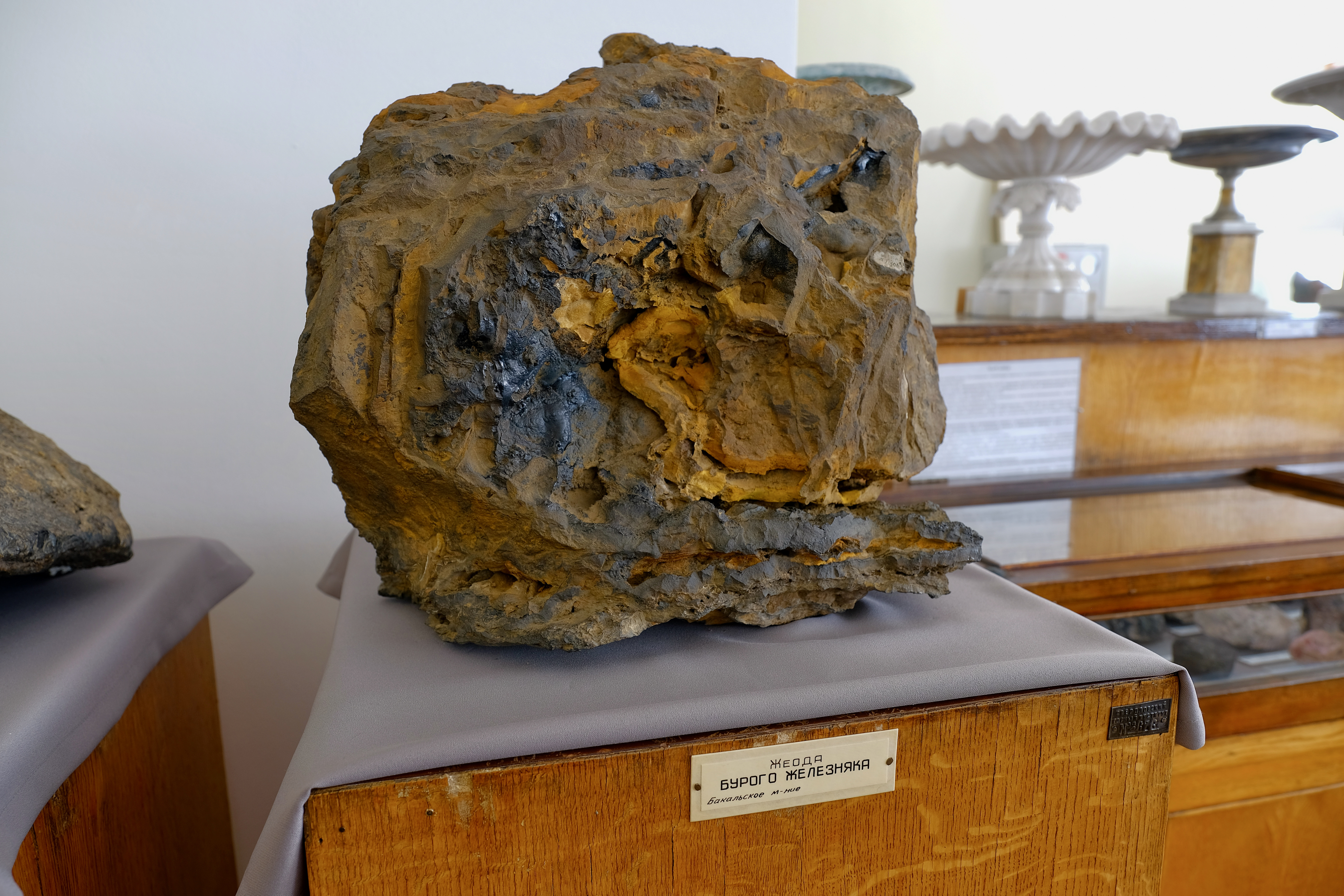
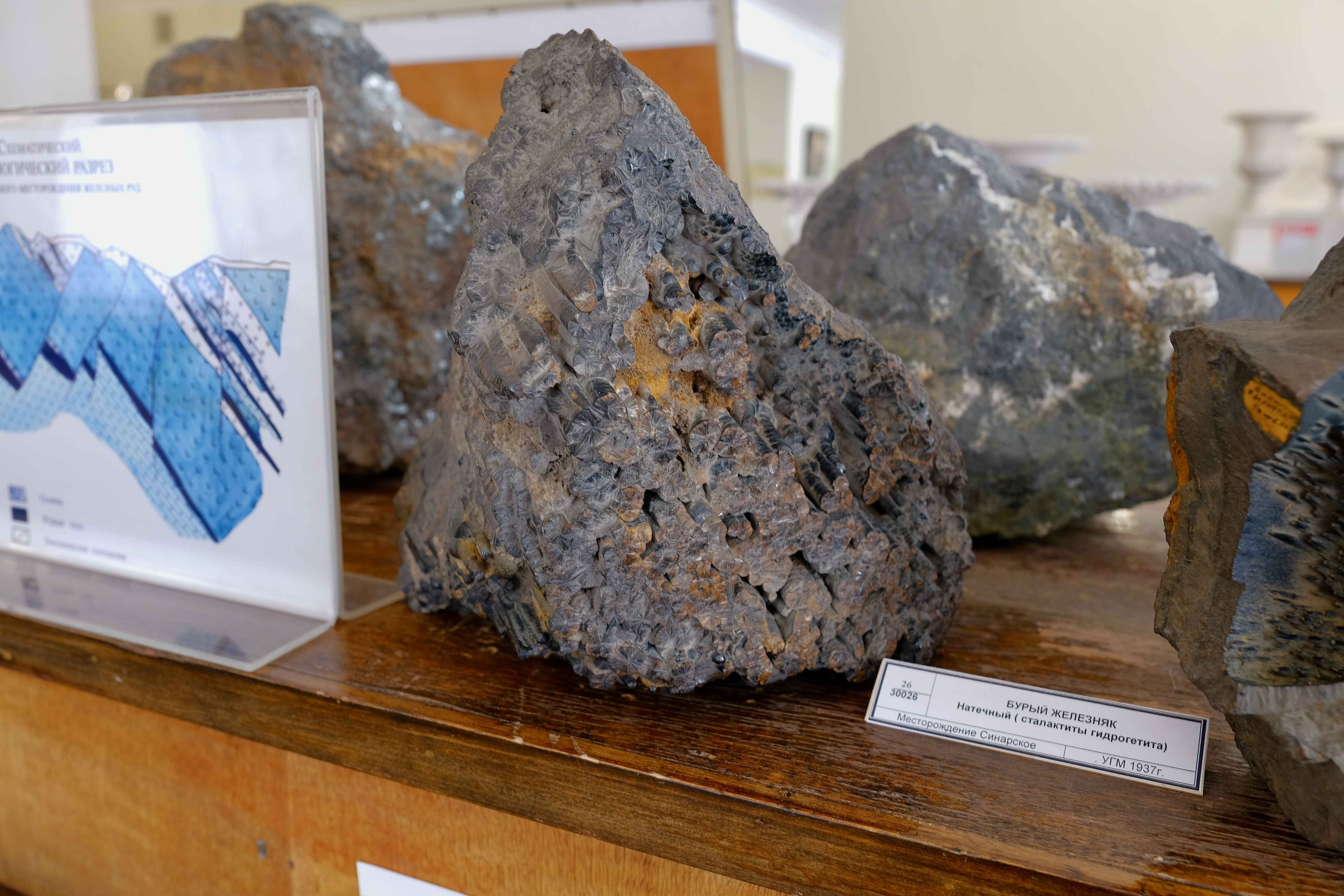
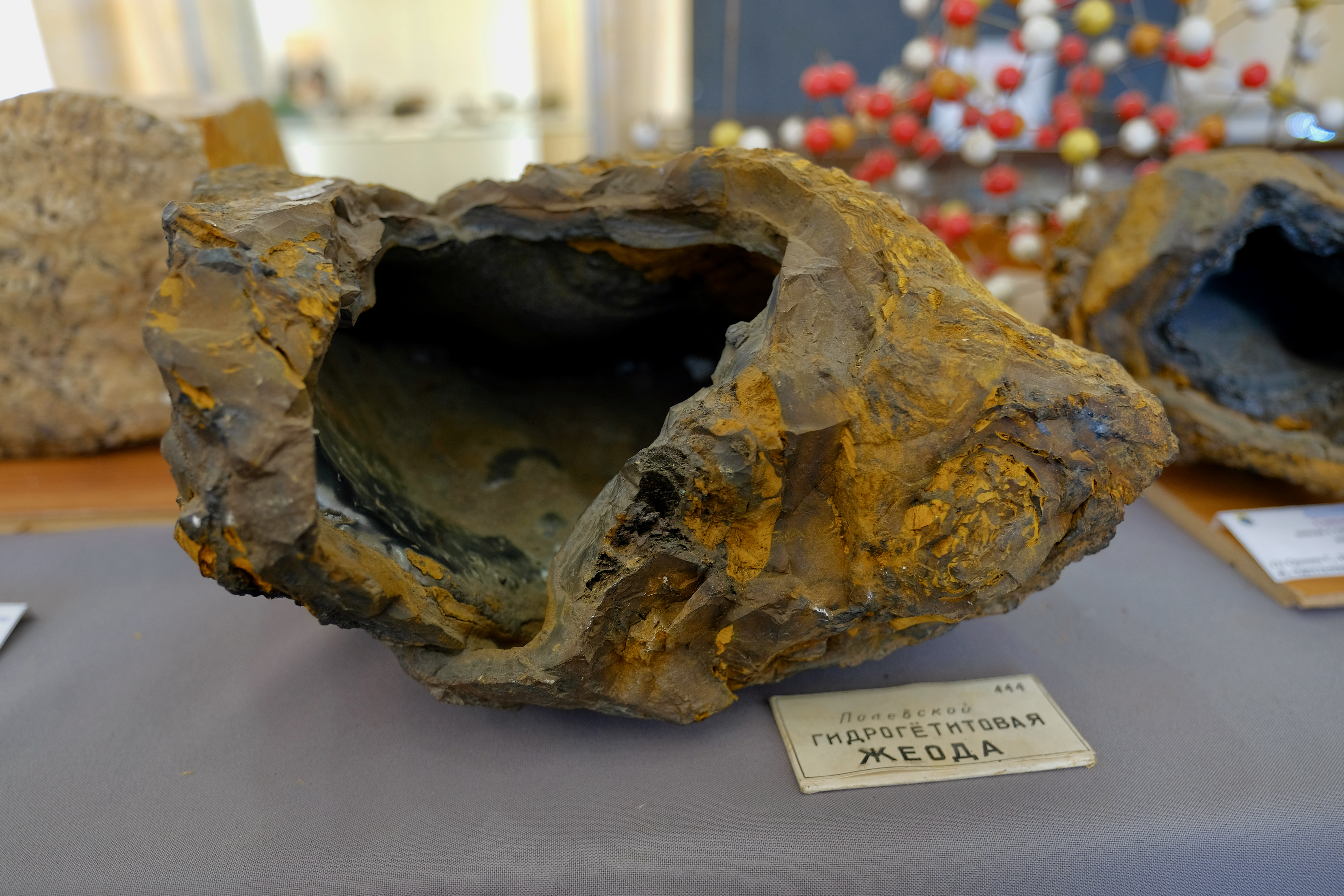
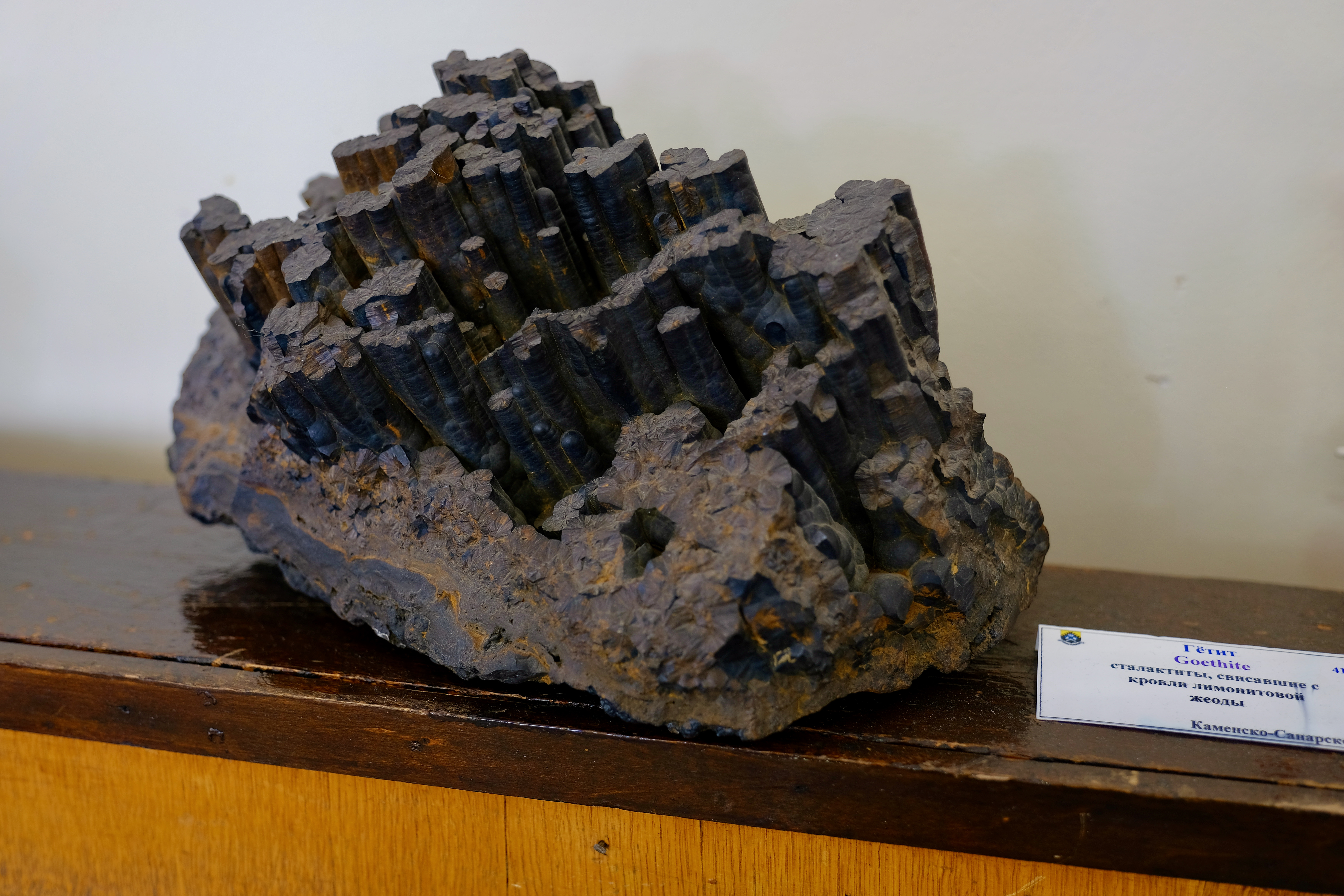